# Nueva Kennedy
Nueva Kennedy, también conocido como Edificios NK-Nuevo Kennedy, es un conjunto de dos rascacielos residenciales en la comuna de Las Condes, Santiago, Chile.

## Historia
Originalmente nombrado «Spot Kennedy» al momento de su presentación en 2013, el conjunto consiste en dos edificios residenciales de 110 metros de alto en la intersección de avenida Kennedy y Manquehue en la comuna de Las Condes.
Las obras del primer edificio comenzaron en 2017 y finalizaron en 2019. La segunda torre comenzó su construcción en 2018 y finalizó en 2021.
El diseño estuvo a cargo de la oficina chilena de arquitectura A4 Arquitectos.
Desde su inauguración en 2019, es el conjunto residencial más alto de Santiago y el segundo más alto de Chile, luego del Mirador Playa Brava en Iquique.